# Rally Dakar de 1995
El Rally Dakar de 1995, la decimoséptima edición de esta carrera rally raid, se realizó del 1 al 15 de enero de ese año. El trayecto total de esta versión, que se extendió entre Granada y Dakar, fue de 10 109 km y se disputó por rutas de España, Marruecos, Sahara Occidental, Mauritania, Guinea y Senegal.
Participaron en total 86 coches, 95 motocicletas y 24 camiones, de los cuales llegaron a la final 58, 27 y 18, respectivamente.

## Recorrido
| Etapa | Fecha       | Origen                     | Destino                    | Total (km) |
| ----- | ----------- | -------------------------- | -------------------------- | ---------- |
| 1     | 1 de enero  | Granada · España           | Motril · España            | 275        |
| 2     | 2 de enero  | Nador Marruecos            | Er Rachidia Marruecos      | 619        |
| 3     | 3 de enero  | Er Rachidia Marruecos      | Uarzazat Marruecos         | 574        |
| 4     | 4 de enero  | Uarzazat Marruecos         | Goulimine Marruecos        | 646        |
| 5     | 5 de enero  | Goulimine Marruecos        | Smara Sahara Occidental    | 486        |
| 6     | 6 de enero  | Smara Sahara Occidental    | Asuerd Sahara Occidental   | 585        |
| 7     | 7 de enero  | Asuerd Sahara Occidental   | Zouérat Mauritania         | 628        |
|       | 8 de enero  | Día de descanso            |                            |            |
| 8     | 9 de enero  | Zouérat Mauritania         | Chingueti Mauritania       | 514        |
| 9     | 10 de enero | Chingueti Mauritania       | Tidjikja Mauritania        | 348        |
| 10    | 11 de enero | Tidjikja Mauritania        | Ayoûn el Atroûs Mauritania | 429        |
| 11    | 12 de enero | Ayoûn el Atroûs Mauritania | Bakel Senegal              |            |
| 12    | 13 de enero | Bakel Senegal              | Labé Guinea                | 632        |
| 13    | 14 de enero | Labé Guinea                | Tambacounda Senegal        | 820        |
| 14    | 15 de enero | Tambacounda Senegal        | Dakar Senegal              | 565        |

## Vencedores por etapas
| Etapa   | Motocicletas         | Coches               |
| ------- | -------------------- | -------------------- |
| 1       | Heinz Kinigadner     | Timo Salonen         |
| 2       | Danny LaPorte        | Bruno Saby           |
| 3       | Heinz Kinigadner     | Ari Vatanen          |
| 4       | Heinz Kinigadner     | Jean Pierre Fontenay |
| 5       | Heinz Kinigadner     | Bruno Saby           |
| 6       | Jordi Arcarons       | Ari Vatanen          |
| 7       | Thierry Magnaldi     | Ari Vatanen          |
| 8       | Óscar Gallardo Plaza | Pierre Lartigue      |
| 9       | Gerard Jimmink       | Jean Pierre Fontenay |
| 10      | Stephane Peterhansel | Pierre Lartigue      |
| 11      | Heinz Kinigadner     | Salvador Servià      |
| 12      | Stephane Peterhansel | Pierre Lartigue      |
| 13      | Stephane Peterhansel | Jean Pierre Fontenay |
| 14      | Stephane Peterhansel | Bruno Saby           |
| Fuente: |                      |                      |

## Clasificación final

### Coches
| Puesto | Piloto / copiloto               | País            | Marca      |
| ------ | ------------------------------- | --------------- | ---------- |
| 1      | Pierre Lartigue / Michel Périn  | Francia         | Citroën    |
| 2      | Bruno Saby / Dominique Serieys  | Francia         | Mitsubishi |
| 3      | Kenjiro Shinozuka / Henri Magne | Japón / Francia | Mitsubishi |

### Motos
| Puesto | Nombre               | País    | Marca  |
| ------ | -------------------- | ------- | ------ |
| 1      | Stéphane Peterhansel | Francia | Yamaha |
| 2      | Jordi Arcarons       | España  | Cagiva |
| 3      | Edi Orioli           | Italia  | Cagiva |

### Camiones
| Puesto | Nombre                                               | País            | Marca |
| ------ | ---------------------------------------------------- | --------------- | ----- |
| 1      | Karel Loprais / Radomír Stachura / Josef Kalina      | República Checa | Tatra |
| 2      | Yoshimasa Sugawara / Hideki Shibata / Katsumi Hamura | Japón           | Hino  |
| 3      | Vlastimil Buchtyár / Milan Kořený / Jaroslav Krpec   | República Checa | Tatra |